# Comuna Rădești, Alba
Rădești (în maghiară: Tompaháza, în germană: Thomaskirch) este o comună în județul Alba, Transilvania, România, formată din satele Leorinț, Meșcreac, Rădești (reședința) și Șoimuș.

## Demografie
Componența etnică a comunei Rădești
     Români (80,6%)
     Maghiari (14,55%)
     Alte etnii (0,26%)
     Necunoscută (4,6%)
Componența confesională a comunei Rădești
     Ortodocși (69,45%)
     Reformați (14,72%)
     Greco-catolici (9,53%)
     Alte religii (1,36%)
     Necunoscută (4,94%)
Conform recensământului efectuat în 2021, populația comunei Rădești se ridică la 1.175 de locuitori, în scădere față de recensământul anterior din 2011, când fuseseră înregistrați 1.200 de locuitori. Majoritatea locuitorilor sunt români (80,6%), cu o minoritate de maghiari (14,55%), iar pentru 4,6% nu se cunoaște apartenența etnică. Din punct de vedere confesional, majoritatea locuitorilor sunt ortodocși (69,45%), cu minorități de reformați (14,72%) și greco-catolici (9,53%), iar pentru 4,94% nu se cunoaște apartenența confesională.

## Politică și administrație
Comuna Rădești este administrată de un primar și un consiliu local compus din 9 consilieri. Primarul, Alin-Teodor Nicula[*], de la Partidul Național Liberal, este în funcție din 2012. Începând cu alegerile locale din 2024, consiliul local are următoarea componență pe partide politice:
|  | Partid                                 | Consilieri | Componența Consiliului | Componența Consiliului | Componența Consiliului | Componența Consiliului | Componența Consiliului | Componența Consiliului | Componența Consiliului |
|  | -------------------------------------- | ---------- | ---------------------- | ---------------------- | ---------------------- | ---------------------- | ---------------------- | ---------------------- | ---------------------- |
|  | Partidul Național Liberal              | 7          |                        |                        |                        |                        |                        |                        |                        |
|  | Partidul Social Democrat               | 1          |                        |                        |                        |                        |                        |                        |                        |
|  | Uniunea Democrată Maghiară din România | 1          |                        |                        |                        |                        |                        |                        |                        |

## Monumente
- Biserica reformată din Rădești, edificiu din secolul al XVIII-lea, monument istoric
- Biserica de lemn "Sfinții Arhangheli Mihail și Gavriil", construcție din secolul al XVIII-lea, monument istoric
- Biserica greco-catolică "Pogorârea Sfântului Spirit" din satul Rădești
- Biserica ortodoxă "Sfinții Apostoli Petru și Pavel" din Rădești

## Personalități
- Demetriu Radu (1861 - 1920), episcop greco-catolic;
- Lia Ciobanu (n. 1958), cântăreață de muzică populară;
- Augustin Lazăr (n. 1956), jurist, procuror general al Parchetului de pe lângă Înalta Curte de Casație și Justiție.

## Imagini

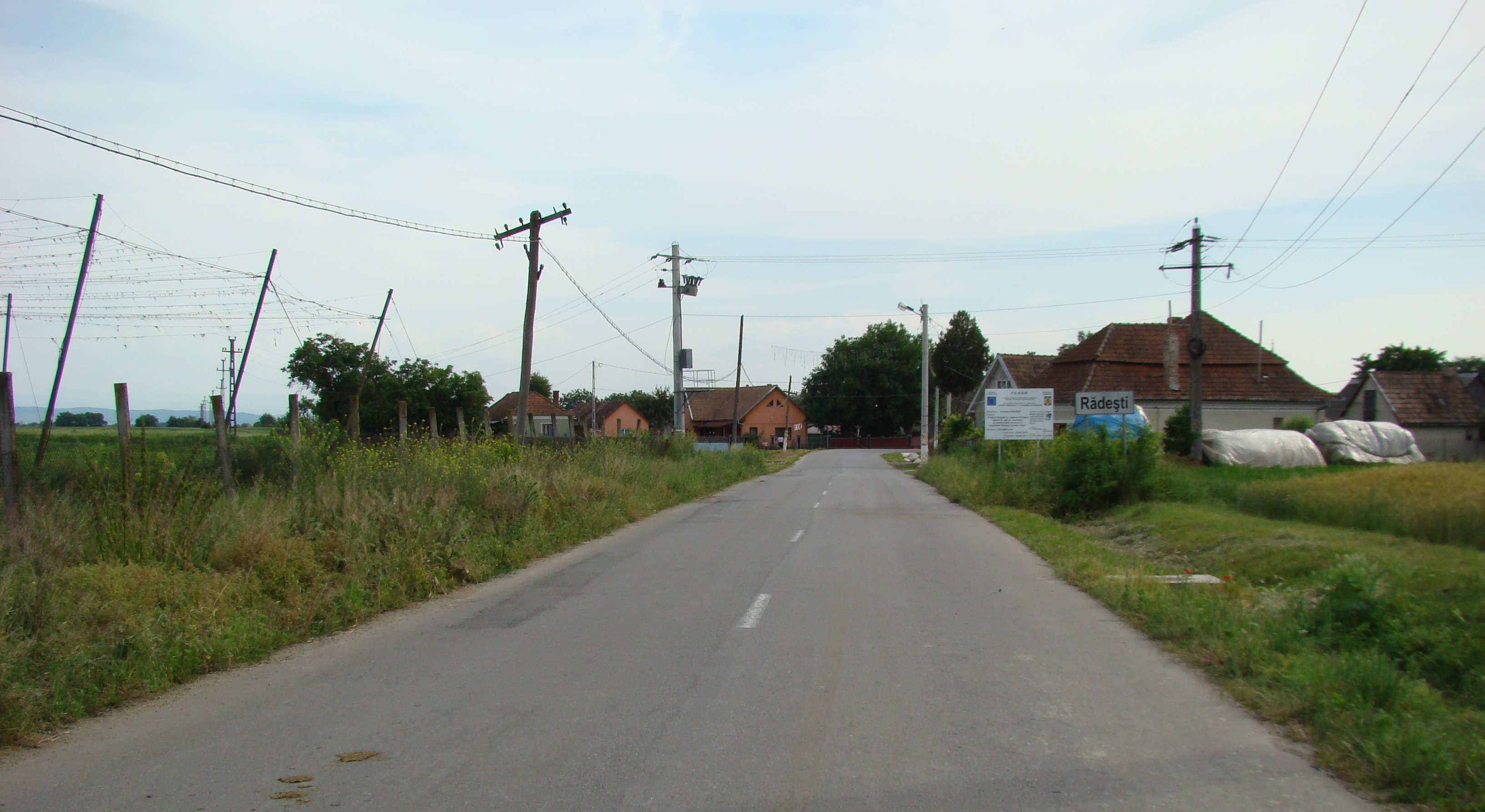
Rădești
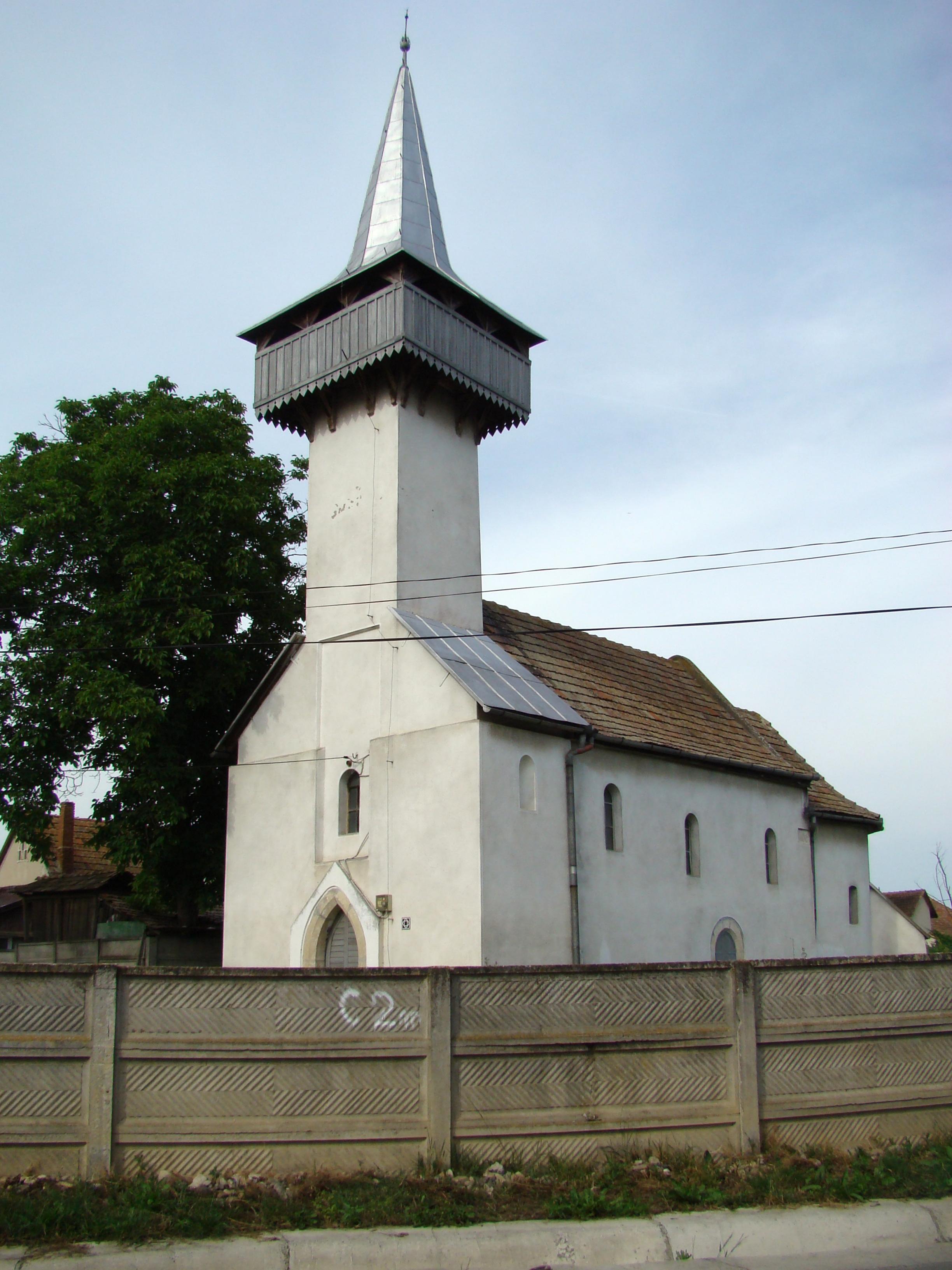
Biserica reformată (monument istoric)
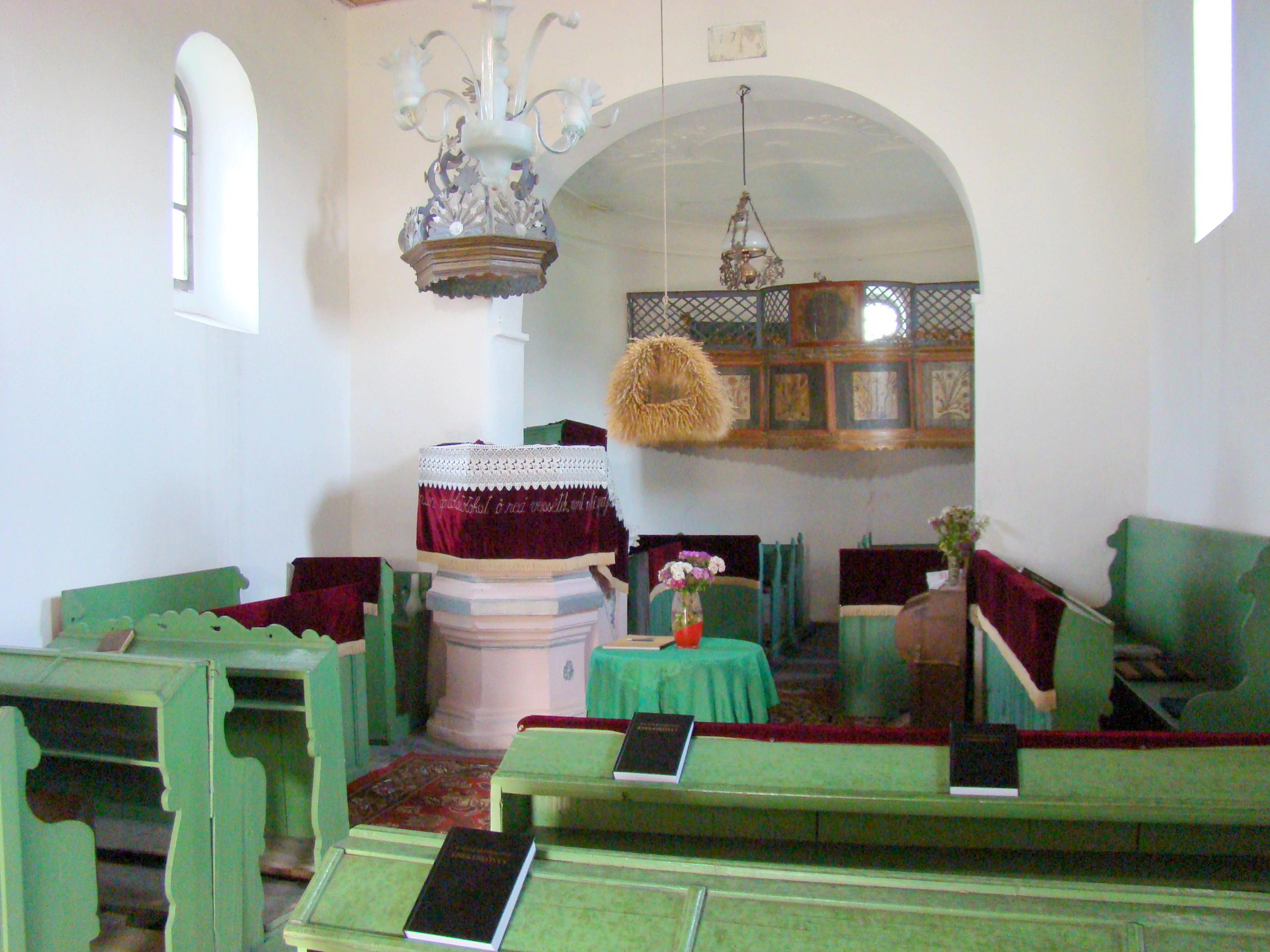
Biserica reformată (monument istoric)
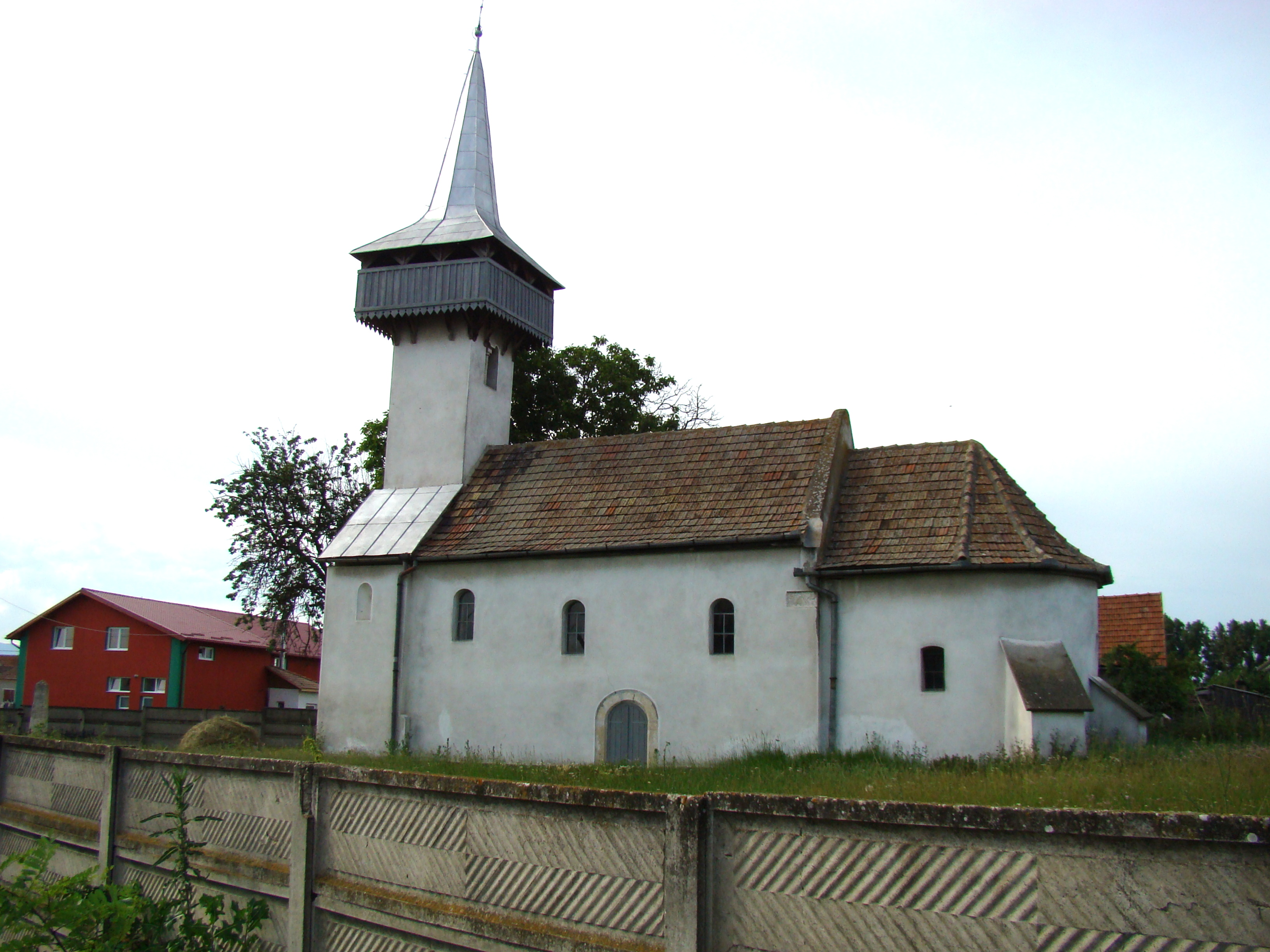
Biserica reformată (monument istoric)
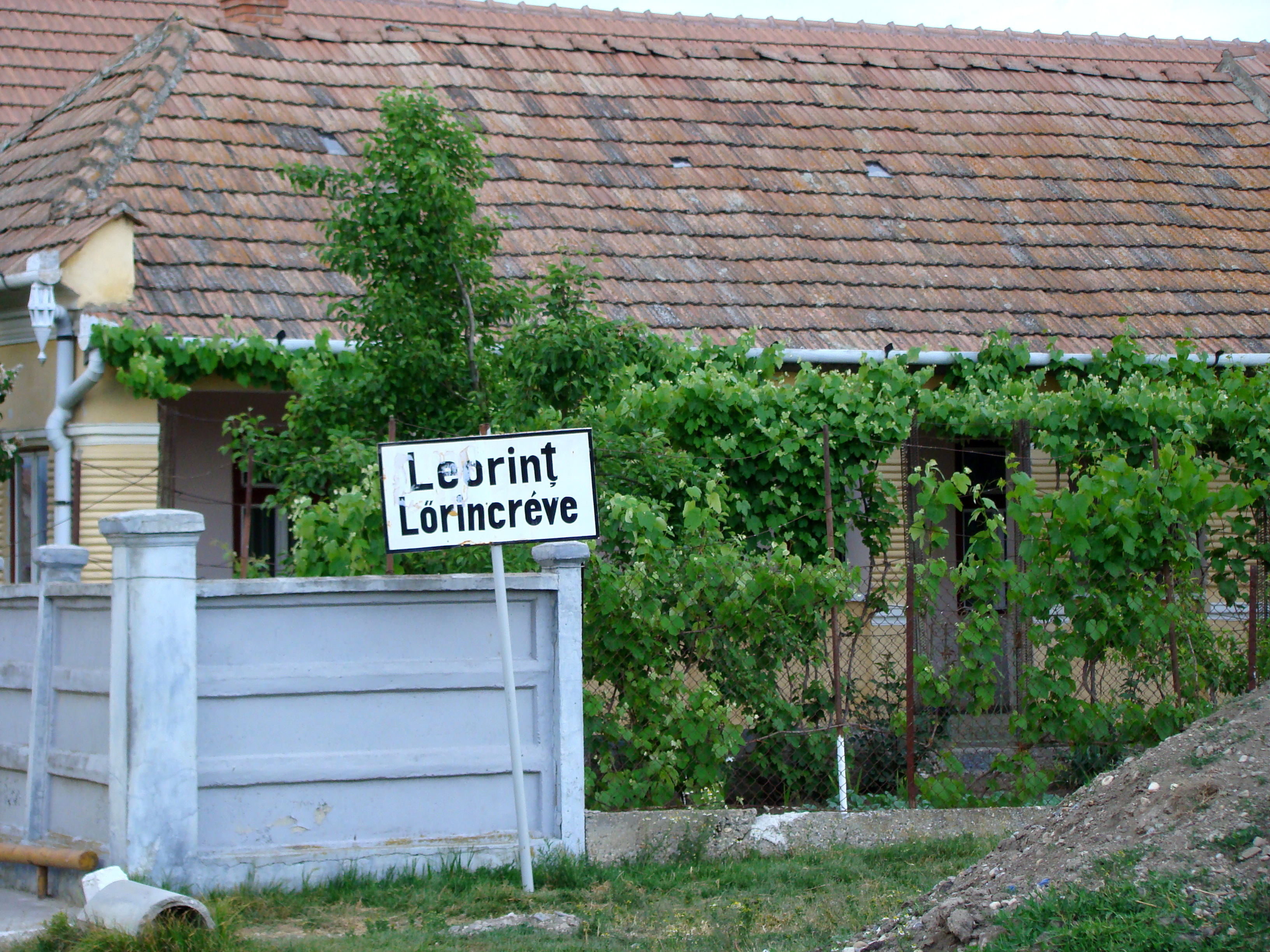
Leorinț
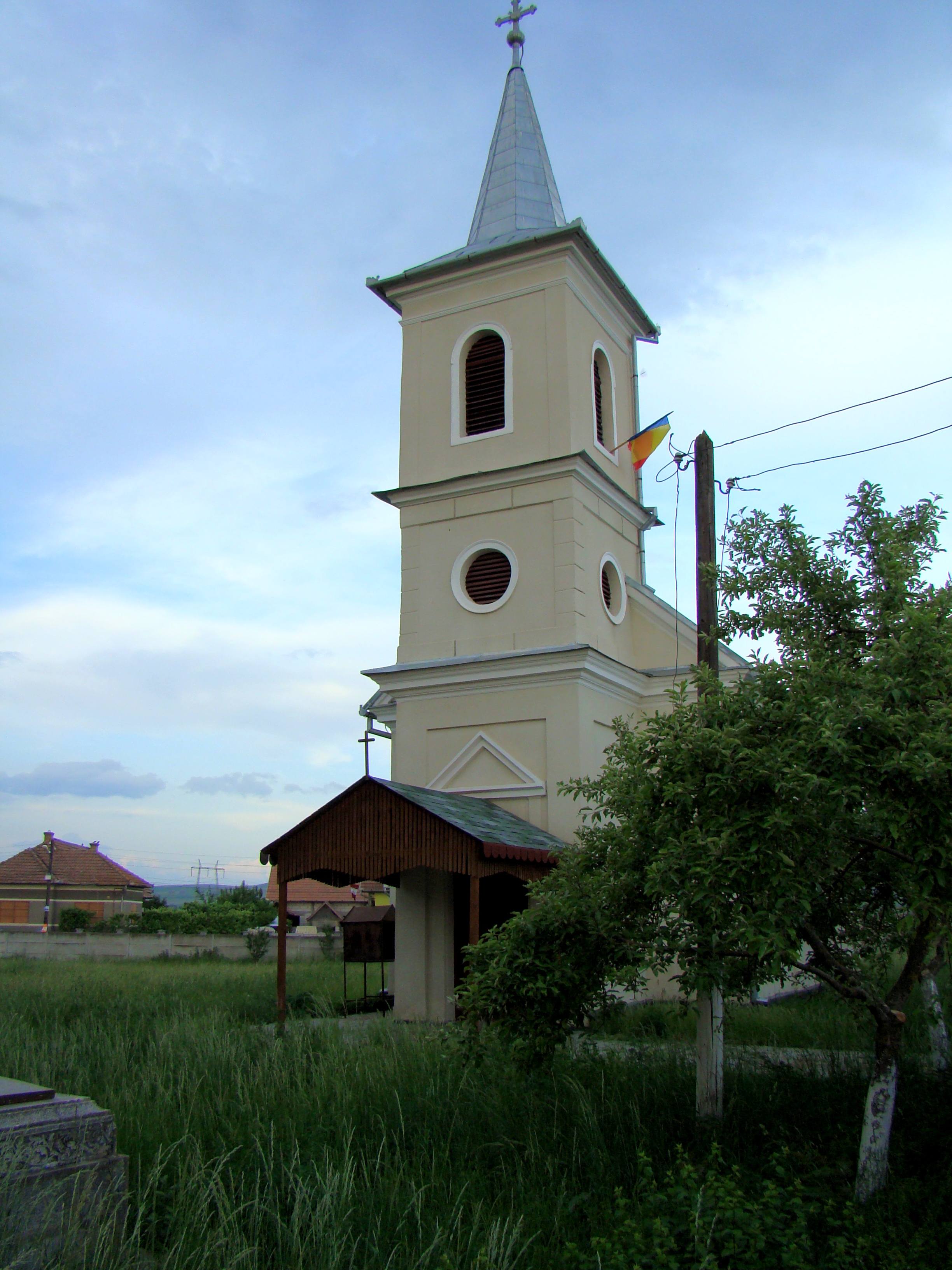
Biserica ortodoxă
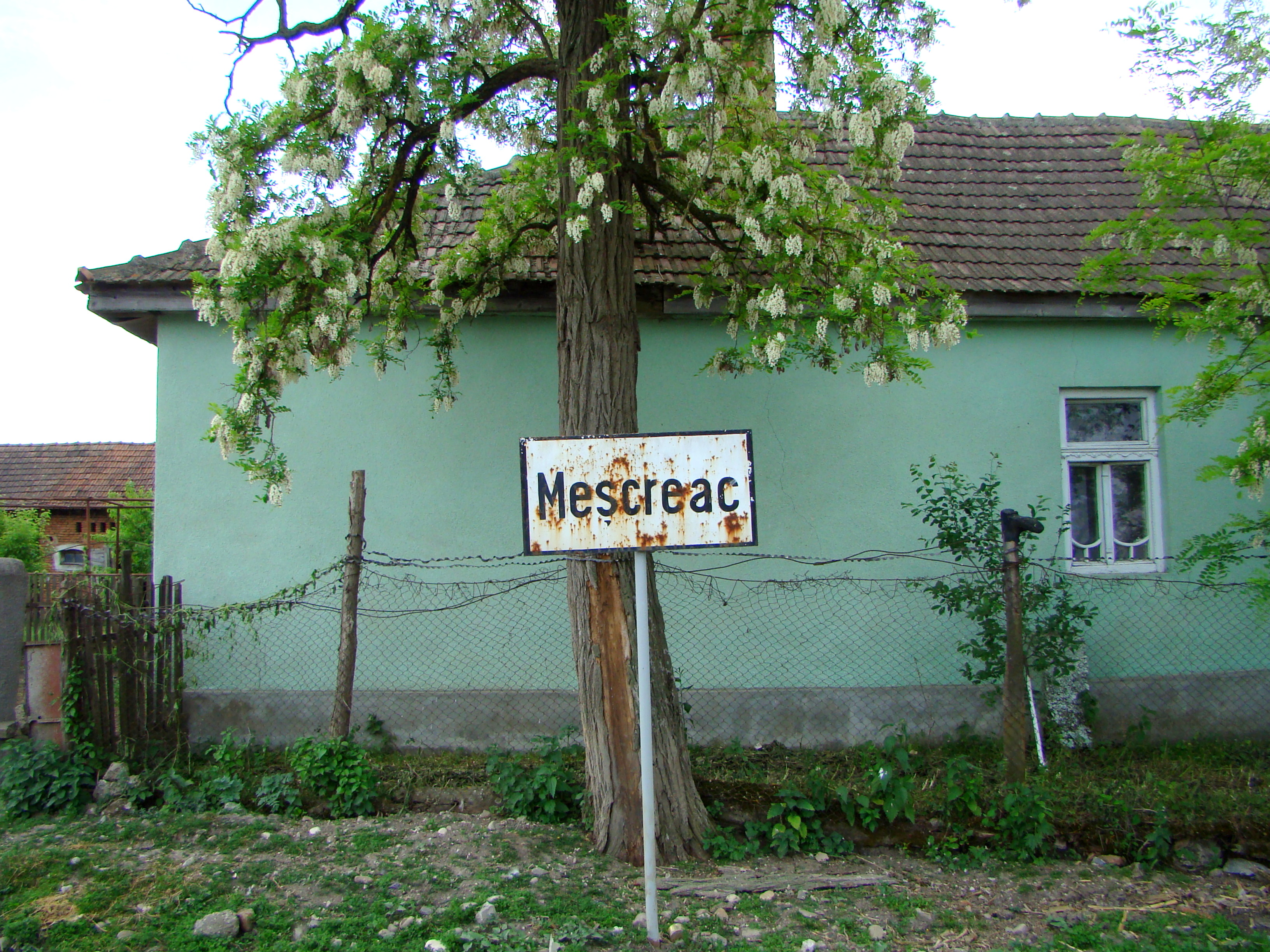
Meșcreac
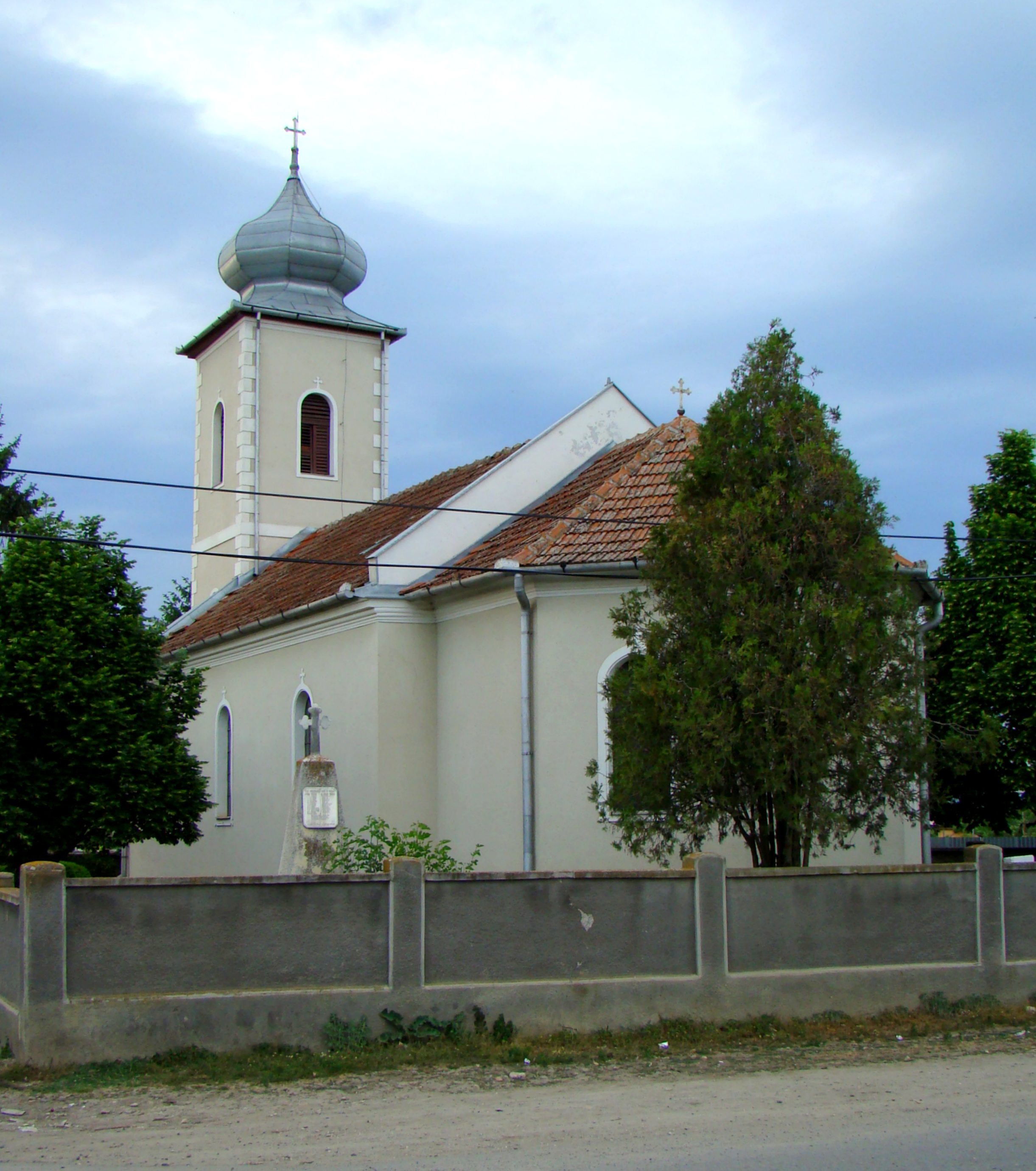
Biserica ortodoxă
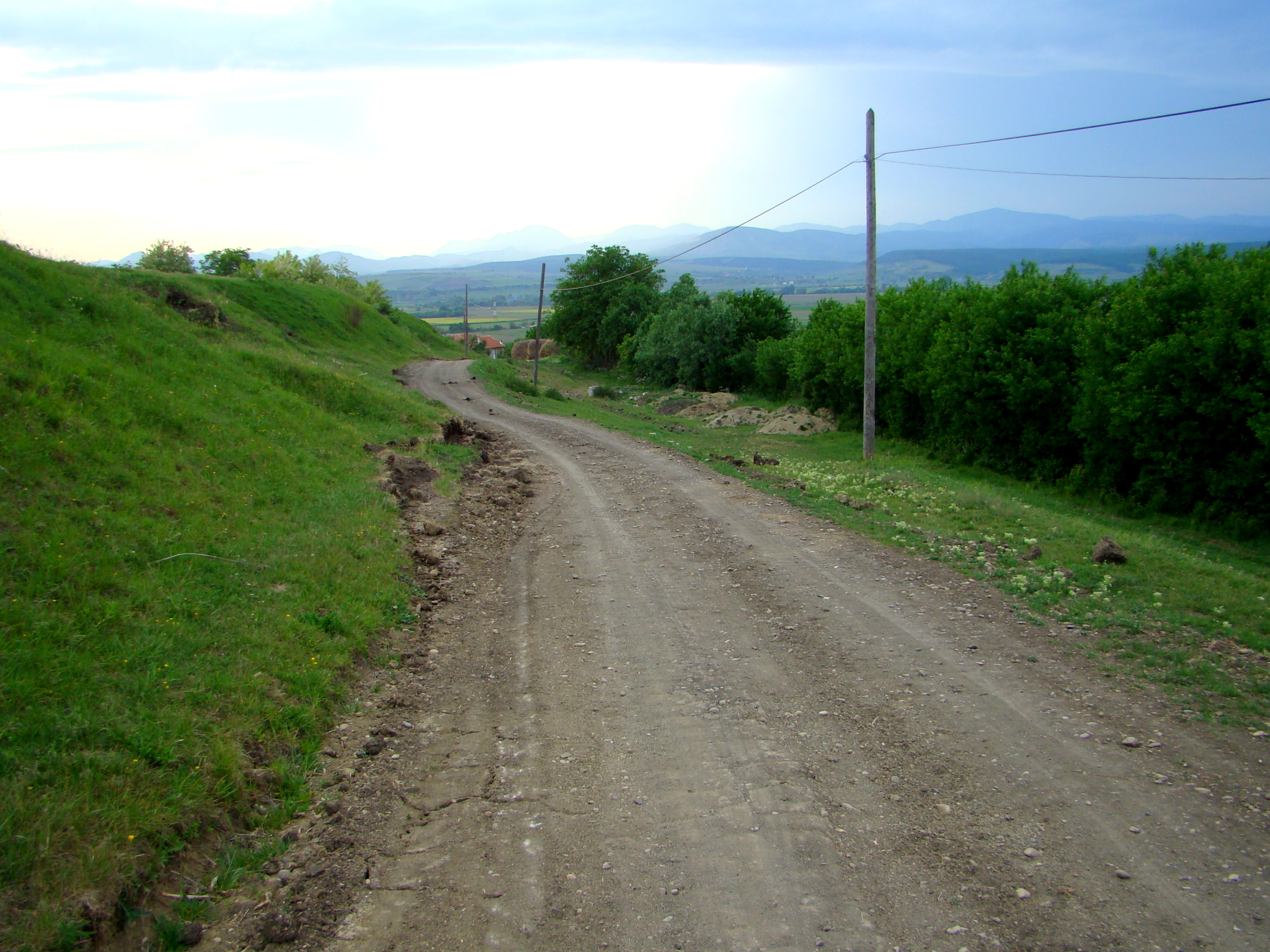
Drumul Meșcreac-Șoimuș
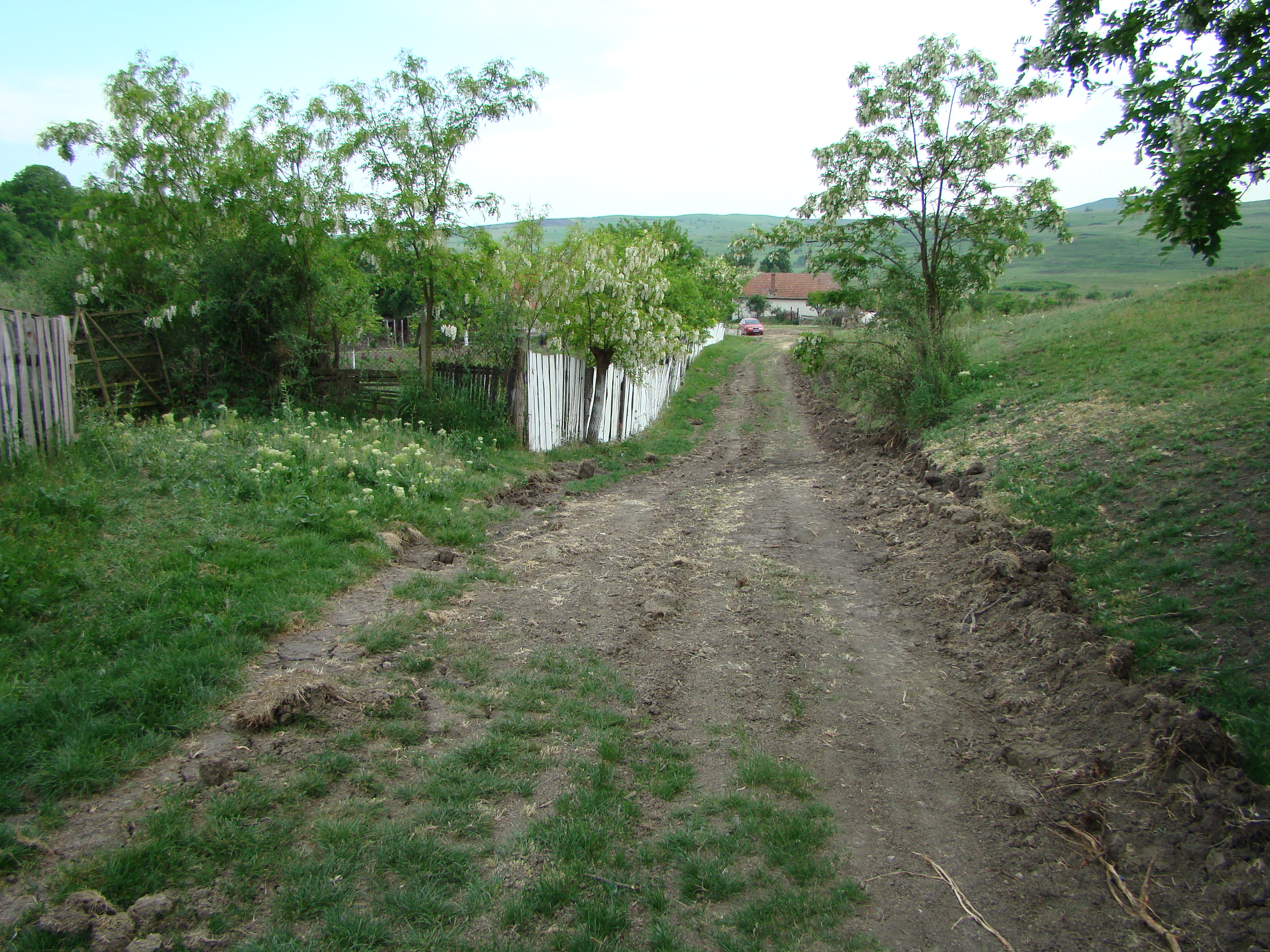
Șoimuș
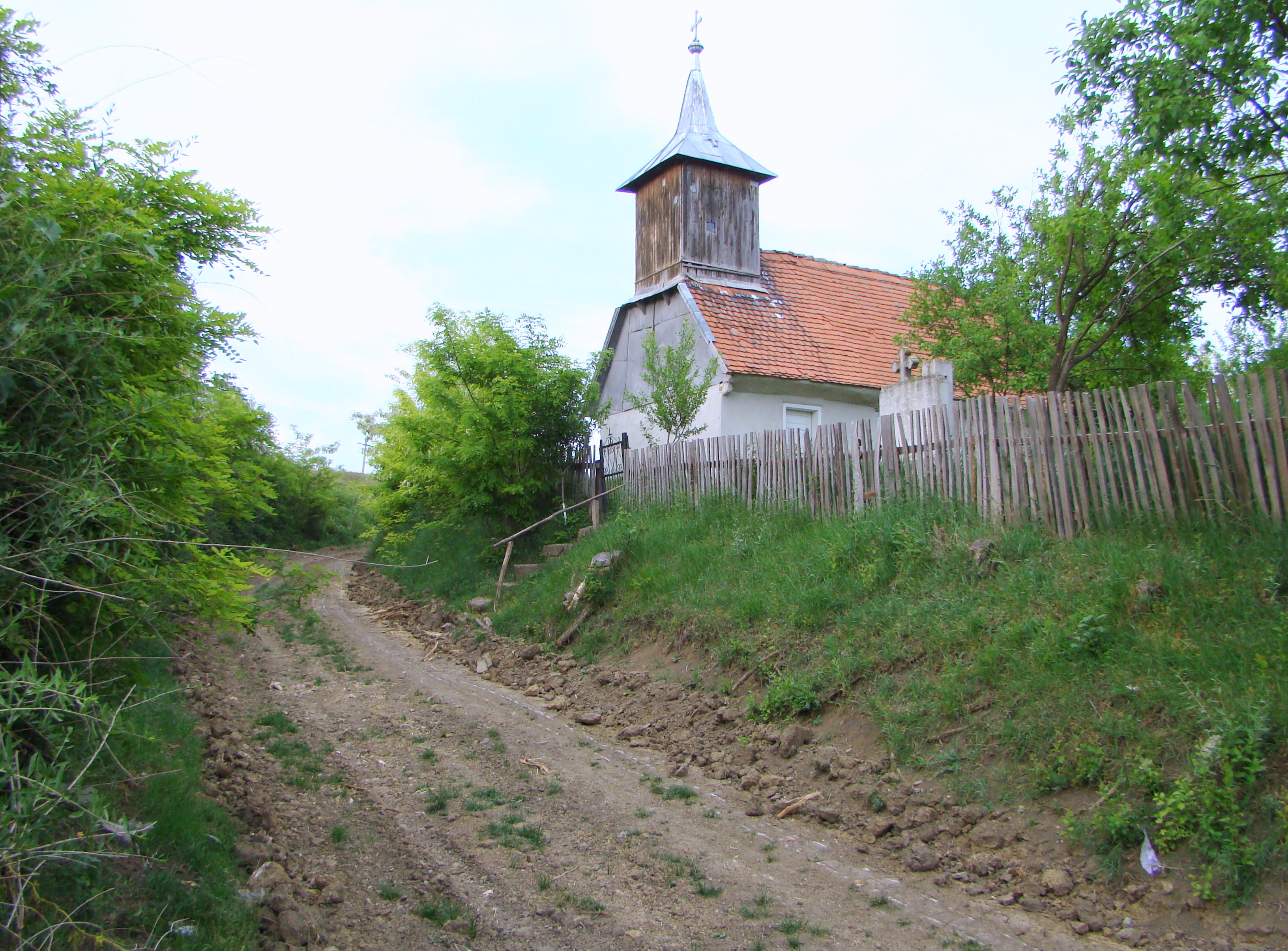
Biserica de lemn din Șoimuș
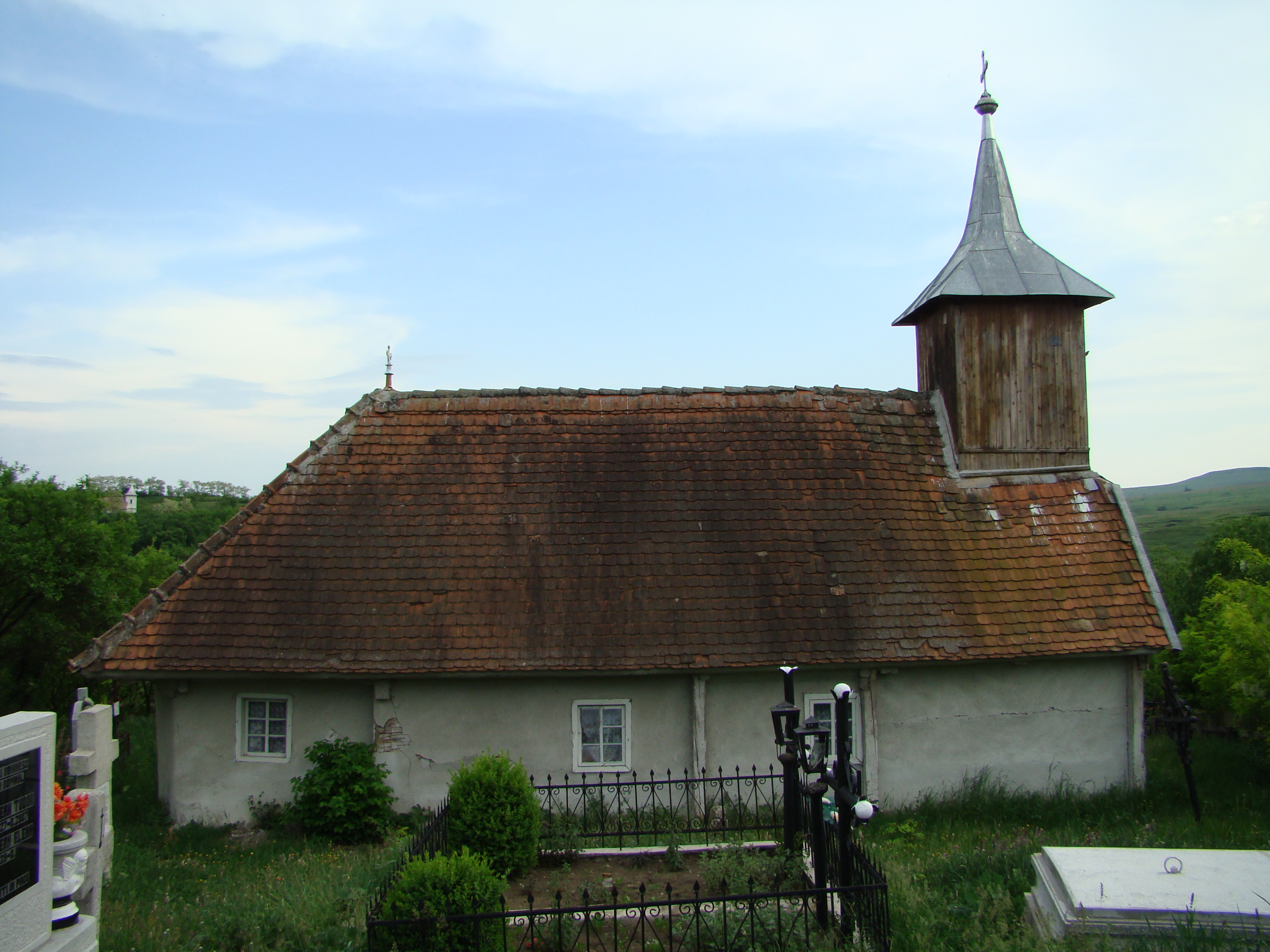
Biserica de lemn din Șoimuș
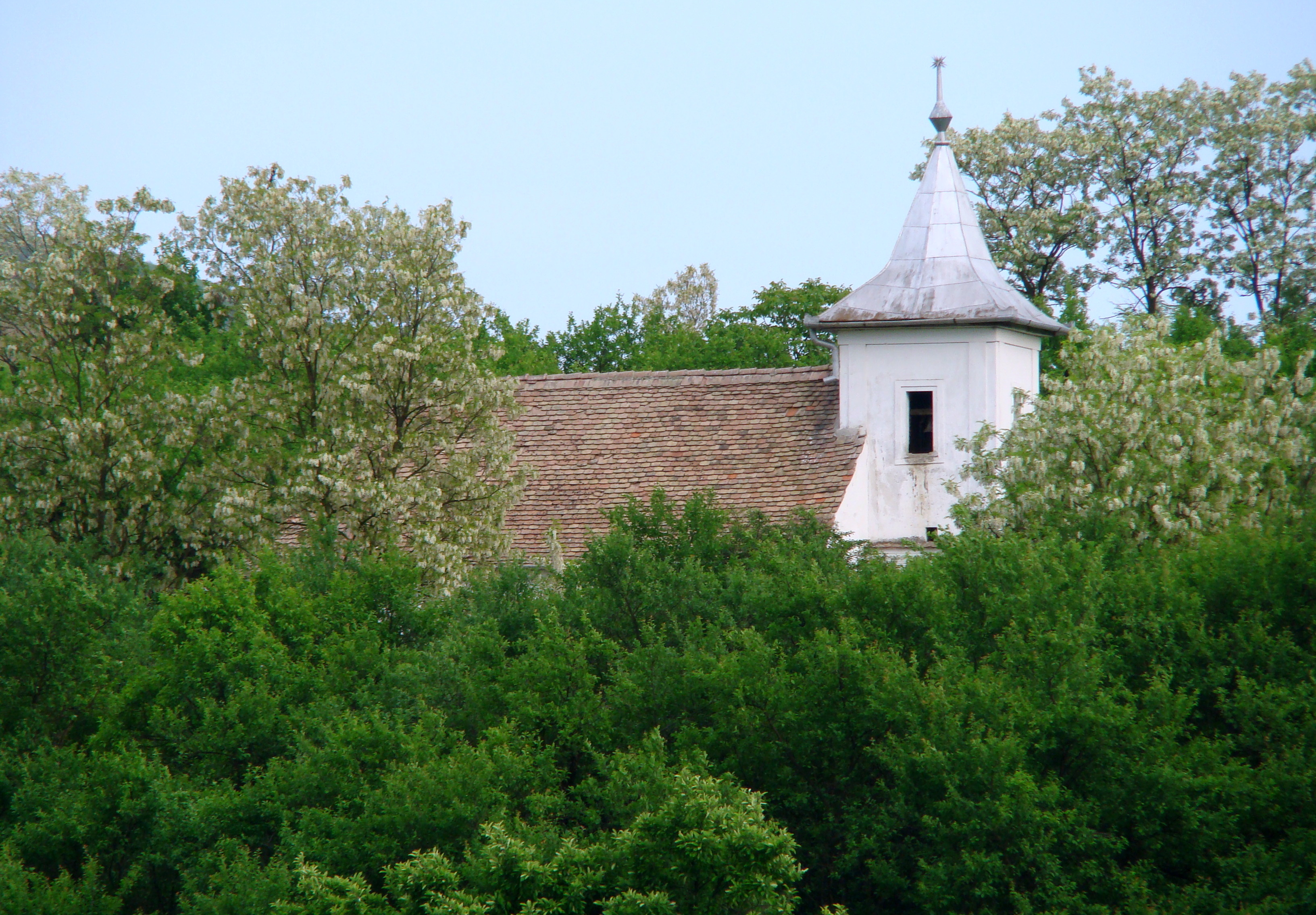
Biserica reformată